# Wyższe naczelne
Wyższe naczelne (Haplorhini) – podrząd ssaków z rzędu naczelnych (Primates) obejmujący wyraki oraz małpokształtne, czyli szerokonose małpy Nowego Świata, wąskonose małpy Starego Świata i małpy człekokształtne. W języku polskim Haplorrhini określane są jako wyższe naczelne w odróżnieniu do niższych naczelnych z kladu lemurowych (Strepsirrhini). Haplorrhini jest taksonem monofiletycznym.
Wyższe naczelne mają pysk krótszy niż u przedstawicieli Strepsirrhini. Nozdrza nie są połączone z górną wargą. W oku występuje, nieobecny u niższych naczelnych, dołek środkowy siatkówki oka (fovea centralis), nie ma natomiast grzebienia zębowego i błony odblaskowej (tapetum lucidum). Większość prowadzi dzienny tryb życia – wyjątek stanowią ponocnice. Samice rodzą zwykle jedno młode, które przez długi czas jest zależne od matki.

## Systematyka

### Etymologia
- Haplorhini: gr. ἁπλοος haploos ‘prosty’[3]; ῥις rhis, ῥινος rhinos ‘nos, pysk’[4].

### Podział systematyczny
Do podrzędu należą następujące współcześnie występujące infrarzędy:
- Tarsiiformes Gregory, 1915 – wyrakokształtne
- Simiiformes Haeckel, 1866 – małpokształtne

|            | Platyrrhini                                                     |
|            |                                                                 |
| Catarrhini | \| \| Cercopithecoidea \| \| \| \| \| \| Hominoidea \| \| \| \| |
|            | \| \| Cercopithecoidea \| \| \| \| \| \| Hominoidea \| \| \| \| |
|            | Cercopithecoidea                                                |
|            |                                                                 |
|            | Hominoidea                                                      |
|            |                                                                 |

|  | Cercopithecoidea |
|  |                  |
|  | Hominoidea       |
|  |                  |

|            | Platyrrhini                                                     |
|            |                                                                 |
| Catarrhini | \| \| Cercopithecoidea \| \| \| \| \| \| Hominoidea \| \| \| \| |
|            | \| \| Cercopithecoidea \| \| \| \| \| \| Hominoidea \| \| \| \| |
|            | Cercopithecoidea                                                |
|            |                                                                 |
|            | Hominoidea                                                      |
|            |                                                                 |

|  | Cercopithecoidea |
|  |                  |
|  | Hominoidea       |
|  |                  |

Opisano również infrarząd wymarły:
- Eosimiiformes Chaimanee, Chavasseau, Beard, Aung Aung Khyaw, Aung Naing Soe, Chit Sein, Lazzari, Marivaux, Marandat, Myat Swe, Rugbumrung, Thit Lwin, Valentin, Zin Maung Maung Thein & Jaeger, 2012

Rodzaje wymarłe o niepewnej pozycji systematycznej i nie sklasyfikowane w żadnym z powyższych infrarzędów:
- Amamria Marivaux, Essid, Marzougui, Khayati Ammar, Adnet, Marandat, Merzeraud, Ramdarshan, Tabuce, Vianey-Liaud & Yans, 2014[9] – jednym przedstawicielem był Amamria tunisiensis Marivaux, Essid, Marzougui, Khayati Ammar, Adnet, Marandat, Merzeraud, Ramdarshan, Tabuce, Vianey-Liaud & Yans, 2014
- Aseanpithecus Jaeger, Chavasseau, Lazzari, Aung Naing Soe, Chit Sein, Le Maître, Hla Shwe & Chaimanee, 2019[10] – jednym przedstawicielem był Aseanpithecus myanmarensis Jaeger, Chavasseau, Lazzari, Aung Naing Soe, Chit Sein, Le Maître, Hla Shwe & Chaimanee, 2019
- Bugtipithecus Marivaux, Antoine, Baqri, Benammi, Chaimanee, Crochet, Franceschi, Iqbal, Jaeger, Métais, Roohi & Welcomme, 2005[11] – jednym przedstawicielem był Bugtipithecus inexpectans Marivaux, Antoine, Baqri, Benammi, Chaimanee, Crochet, Franceschi, Iqbal, Jaeger, Métais, Roohi & Welcomme, 2005